# Güteschutzverband Betonschalungen Europa
Der Güteschutzverband Betonschalungen Europa e. V. (GSV) ist ein eingetragener Verein, der im Jahr 1992 als Güteschutzverband Betonschalungen e. V. gegründet wurde. Hauptziel ist die Weiterentwicklung und Qualitätssicherung von Schalungstechnik. Zusätzlich möchte der Verband die partnerschaftlichen Beziehungen zwischen Schalungsanwendern und Schalungsanbietern fördern.
Mitglieder sind internationale Schalungshersteller und einige europäische Schalungsanwender.
Den Vorstand der GSV bilden   Christoph Motzko (Institut für Baubetrieb der Technischen Universität Darmstadt), Martin Hemberger (Hünnebeck Deutschland GmbH) und Olaf Leitzbach (MEVA Schalungs-Systeme GmbH).

## Zielsetzung
Der Verband versteht sich als qualitätssichernde Instanz, die herstellerübergreifende Standards für die Schalungspraxis erarbeitet und Gütesiegel vergibt. Objektiv nachprüfbare und einheitliche Kriterien sollen den Schalungsanwendern ein sicheres Arbeiten mit nachgewiesen hochwertigen Produkten ermöglichen, die ein reproduzierbares Ergebnis liefern.
Hierzu wurden schon Regeln, Richtlinien und Merkblätter für die Konstruktion, Bemessung und Anwendung von Betonschalungen erarbeitet und publiziert.
Die Zusammenarbeit der verschiedenen Mitglieder resultiert in einem ständigen Wissenstransfer, der eine Weiterentwicklung der Betonschaltechnik sichern soll. Die Einbindung der Technischen Universität Darmstadt soll die Qualität dieser Entwicklung fördern.
Das 1995 eingeführte Gütesiegel „GSV geprüft“ zeichnet qualitativ hochwertige und sichere Schalungsprodukte aus und soll es Schalungsanwendern zusätzlich erleichtern, hochwertige Ergebnisse zu liefern. Ein hoher Standard in der Schalungspraxis ist ein wichtiges Ziel für den GSV.
Darüber hinaus beteiligt sich der Verband an verschiedenen Projekten in Forschung und Entwicklung und nimmt zu Problemstellungen, Anforderungen des Marktes und aktuellen Ereignissen Stellung.

## Mitgliedschaft
Mitglieder sind Unternehmen und Personen, die Betonschalungen entwickeln, konstruieren, bemessen, fertigen, vertreiben und/oder anwenden.
Den Mitgliedern steht der Verband in Angelegenheiten, die die Konstruktion, Bemessung und Anwendung von Betonschalungen betreffen, zur Verfügung.

### Mitgliederliste
- alkus GmbH & Co. KG Kunststoffverbundsysteme
- Doka Schalungstechnik GmbH
- DSI Dywidag-Systems International GmbH
- Hünnebeck Deutschland GmbH
- Implenia Schalungsbau GmbH
- Conrad Kern AG Schalungen und Gerüste
- Klöpfer Construction / Klöpferholz GmbH & Co. KG
- Mayer Schaltechnik GmbH
- Metsä Wood Deutschland GmbH
- MEVA Schalungs-Systeme GmbH
- Muggenthaler Schalungsbau GmbH
- NOE-Schaltechnik Georg Meyer-Keller GmbH + Co. KG
- Paschal-Werk G. Maier GmbH
- Peri GmbH Schalung Gerüst Engineering
- Quadrant Plastic Composites AG
- Ringer KG Gerüste-Baugeräte-Schalungen
- Stahlwerk Annahütte
- Institut für Baubetrieb Technische Universität Darmstadt
- ULMA Betonschalungen und Gerüste GmbH
- Westag & Getalit AG Sperrholz / Schalung

## Veröffentlichungen
- Güteschutzverband Betonschalungen e.V. (Hrsg.): GSV‐Richtlinie BIM‐Fachmodell Schalungstechnik (Ortbetonbauweise) Datenaustauschmodell zum Einsatz von BIM‐Methoden in der Schalungsplanung. 2017 (Online [PDF; 191 kB; abgerufen am 27. August 2021]).
- Christoph Motzko: Ortbetonschalungen – Eine Definition von komplexen Systemen. (gsv-betonschalungen.de).
- Güteschutzverband Betonschalungen e.V. (Hrsg.): Standards für Qualität und Sicherheit in der Schalungstechnik. 2013 (gsv-betonschalungen.de [PDF]).
- Friedrich Hoffmann, Christoph Motzko, Bernhard Corsten (Hrsg.): Aufwand und Kosten zeitgemäßer Schalverfahren. Zeittechnik-Verlag, 2012, ISBN 978-3-939216-11-7 (ztv-shop.de).
- Christoph Motzko: Empfehlungen zur Anfertigung einer Gefährdungsbeurteilung bei der Anwendung von Schalungen. Hrsg.: Güteschutzverband Betonschalungen e. V. Eigenverlag, 2007 (gsv-betonschalungen.de [PDF]).
- Güteschutzverband Betonschalungen e.V. (Hrsg.): Empfehlungen zur Planung, Ausschreibung und zum Einsatz von Schalungssystemen bei der Ausführung von „Betonflächen mit Anforderungen an das Aussehen“. Eigenverlag, 2005 (gsv-betonschalungen.de [PDF]).
- C. Motzko, M. Schnalke: Aktuelle Entwicklungen und Probleme beim Einsatz von Betontrennmitteln. Hrsg.: Institut für Baubetrieb TU Darmstadt. 2003 (gsv-betonschalungen.de [PDF]).
- Christoph Motzko, Jörg Huth: Ausgewählte baubetriebliche Betrachtungen zum Einsatz von selbstverdichtendem Beton (SVB) auf Baustellen. Hrsg.: Institut für Baubetrieb TU Darmstadt. 2002 (gsv-betonschalungen.de [PDF]).